# 柔道家一覧
柔道家一覧（じゅうどうかいちらん）は、柔道で活躍した（活躍中も含む）人物の一覧。

## あ
- 青木真也
- 秋本啓之
- 浅見八瑠奈
- ニール・アダムス
- 穴井さやか
- 穴井隆将
- 穴井亮平
- 安部一郎
- 阿部信文
- 天尾美貴
- 天野安喜子
- アレクサンドル・ルング
- アレン・コージ（バッドニュース・アレン）
- ヨルダニス・アレンシビア
- 粟野靖浩
- 阿武教子
- 伊左次雄介
- 石井慧
- 伊志嶺朝秋
- チアキ・イシイ
- バニア・イシイ
- 石井竜太
- 石森太二
- 石川隆彦
- 泉浩
- 居藤高季
- 居藤高久
- 伊藤四男
- 井上康生
- 井上智和
- 猪熊功
- 伊部尚子
- イリアス・イリアディス
- 岩釣兼生（岩釣兼旺）
- イングリッド・ベルグマンス
- ウィレム・ルスカ
- 上野巴恵
- 上野雅恵
- 上野順恵
- キヨシ・ウエマツ
- ケンジ・ウエマツ
- 上村春樹
- ブレクト・ウォリス
- 牛島辰熊
- 宇高菜絵
- 大野義啓（姜義啓）
- 内柴正人
- デトレフ・ウルチ
- 江種辰明
- 江崎史子
- 海老沼匡
- 恵本裕子
- 遠藤幸吉
- 遠藤純男
- 遠藤宏美
- 王子谷剛志
- 大熊政彦
- 大迫明伸
- 大沢慶己
- 岡明日香
- 岡泉茂
- 岡田弘隆
- 緒方亜香里
- 岡野功
- 岡部平太
- 小川直也
- 奥田義郎
- 小野卓志

## か
- 甲斐康浩
- 柏崎克彦
- 加瀬次郎
- 香月清人
- 加藤博剛
- 嘉納治五郎
- ラスティ・カノコギ
- 上川大樹
- 神永昭夫
- 金丸雄介
- ヘドヴィグ・カラカス
- 川石酒造之助
- 川上智弘
- 川口孝夫
- 川村禎三
- 神取しのぶ
- エツィオ・ガンバ
- 菊池揚二
- アンゾール・キクナーゼ
- 北田佳世
- キム・ジョンウォン
- キム・ミンス
- 木村昌彦
- 木村政彦
- ジュリア・クインタバレ
- レアンドロ・クーニャ
- 日下部基栄
- ナジム・グセイノフ
- 窪田和則
- クラウス・グラーン
- 蔵本孝二
- アンリ・クルティーヌ
- ケー・スンヒ
- 高阪剛
- 古賀稔彦
- 小坂光之介
- 越野忠則
- 小谷澄之
- 古曳保正
- 小室宏二
- ロマン・ゴンチュク
- 近藤香
- 金野潤

## さ
- 西郷四郎
- ペーター・ザイゼンバッハー
- 斎藤制剛
- 斉藤仁
- 坂上洋子
- 坂口征二
- 笹原富美雄
- 笹原美智子
- 佐藤愛子
- 佐竹信四郎
- 佐藤宣践
- 佐村嘉一郎
- 鮫島るい
- 澤田敦士
- ジローラモ・ジオビナッツォ
- 重岡孝文
- 七戸龍
- 篠原信一
- 篠巻政利
- 下出善紀
- ラシャ・シャフダトゥアシビリ
- 蔣盛晧
- 冼東妹
- フレデリク・ジョシネ
- 正力松太郎
- 辛道煥
- 薪谷翠
- 須貝等
- 姿三四郎
- 杉本美香
- 鈴木桂治
- オレグ・ステパノフ
- ズラブ・ズビャダウリ
- 須磨周司
- 関勝治
- 関根忍
- ソクジュ
- 曽根康治
- 園田勇
- 園田義男
- 園田隆二

## た
- 醍醐敏郎
- 高井洋平
- 高木海帆
- 高木長之助
- 髙藤直寿
- 高橋和彦
- 高橋秀山
- 高松正裕
- 瀧本誠
- 竹内善徳
- ジェームズ・タケモリ（英語版）
- 田知本愛
- 田知本遥
- 立山広喜
- 立野千代里
- 立山真衣
- 田中良三
- 田辺陽子
- 谷亮子
- 谷本歩実
- 谷本育実
- ラフダン・ダバーダライ
- ベルナール・チュルーヤン
- 曺準好
- ショータ・チョチョシビリ
- チョン・ブギョン
- イラクリ・チレキゼ
- ハシュバータル・ツァガンバータル
- 塚田真希
- 津沢寿志
- ナイダン・ツブシンバヤル
- アン・マリア・ラウジー・デマルス
- ダビド・ドゥイエ
- 佟文
- 藤山茂
- アリナ・ドゥミトル
- 徳野和彦
- 飛塚雅俊
- 富田常次郎
- タメルラン・トメノフ
- 塘内将彦
- ロク・ドラクシッチ

## な
- 中井貴裕
- 長井淳子
- 永岡秀一
- 中川隆
- 中谷雄英
- 中澤さえ
- 中村和裕
- 中村兼三
- 中村美里
- 中村行成
- 中村佳央
- 中矢力
- 夏井昇吉
- パウエル・ナツラ
- 楢崎教子（旧姓菅原）
- 西田孝宏
- 西田優香
- 西村昌樹
- 西山大希
- 西山将士
- 二宮和弘
- 二宮美穂
- 野瀬清喜
- セシル・ノバック
- セルゲイ・ノヴィコフ
- 野村忠宏
- 野村豊和

## は
- 羽賀龍之介
- 八戸かおり
- 羽石杏奈
- ダヴィド・ハハレイシヴィリ
- 濱田初幸
- 原口謙一
- ベルナール・パリゼ
- ロベルト・バンドワール
- 日蔭暢年
- エメリヤーエンコ・ヒョードル
- 平岡拓晃
- 広瀬武夫
- ウラジーミル・プーチン
- 深見利佐子
- 福岡政章
- 福田敬子
- 福見友子
- 藤猪省三
- 藤田博臣
- 藤本聰
- ジョン・ブルミン
- アントン・ヘーシンク
- グリゴリー・ベリチェフ
- ヤネト・ベルモイ
- ラスル・ボキエフ
- 細川伸二
- 細野剛史
- 河亨柱

## ま
- 前田光世
- 正木照夫
- 正木嘉美
- 増地克之
- ジュゼッペ・マッダローニ
- 松井勲
- 松岡義之
- 松田博文
- 松永満雄
- サヤカ・マツモト
- 松本薫
- 松本安市
- 丸木英二
- 溝口紀子
- 道上伯
- 湊谷弘
- 南喜陽
- 三船久蔵
- 武藤敬司
- 棟田康幸
- 村井顕八
- 村元辰寛
- サラ・メイヤー
- 茂木仙子
- ムサ・モグシコフ
- 持田達人
- 百瀬優
- 森下純平
- 森脇保彦

## や
- 矢嵜雄大
- アレクサンドル・ヤチケビッチ
- 柳沢久
- 養父直人
- 山岸絵美
- 山口香
- 山口利夫
- 山下まゆみ
- 山下泰裕
- 山下義韶
- 山部佳苗
- 山本浩史
- 山本裕洋
- 山本洋祐
- ユン・ドンシク
- 横澤由貴
- 横山作次郎
- 吉鷹幸春
- 吉田秀彦
- 吉松義彦
- 吉村和郎

## ら
- ロンダ・ラウジー
- モハメド・ラシュワン
- テディ・リネール
- ジャン＝リュック・ルージェ
- ティエリー・レイ
- ディートマー・ローレンツ

## わ
- 渡辺喜三郎
- 渡邉美奈
- 渡辺利一郎